# Clube Atlético Penapolense
Il Clube Atlético Penapolense, noto anche semplicemente come Penapolense, è una società calcistica brasiliana con sede nella città di Penápolis, nello stato di San Paolo.

## Storia
Il club è stato fondato il 16 novembre 1944, dieci anni dopo che due club chiamati Esporte Clube Corinthians e Penápolis Futebol Clube andarono in fallimento. Il club è stato fondato dopo un'amichevole giocata dalla selezione di Penápolis contro la selezione locale di Fernandópolis. Il Penapolense ha vinto il Campeonato Paulista Série A3 nel 2011.

## Palmarès

### Competizioni statali
- Campeonato Paulista Série A3: 1

2011

### Altri piazzamenti
- Campionato paulista:

Semifinalista: 2014